# Drapeau national maori
Le drapeau tino rangatiratanga (souvent réduit en « Tino »), souvent désigné comme le drapeau national maori, est utilisé pour représenter le peuple maori de Nouvelle-Zélande. Il est révélé pour la première fois lors d'un événement public au moment du Waitangi Day en 1990.
En 2009, l'étendard est choisi comme drapeau national maori après une consultation nationale.  Bien qu'il n'ait pas de statut officiel auprès du gouvernement néo-zélandais, il est utilisé par le gouvernement lors d'occasions officielles.
Le nom fait référence au tino rangatiratanga, le concept de souveraineté maori.

## Description et symbolique
Le drapeau national maori se compose des couleurs nationales de la Nouvelle-Zélande : le noir, l'ocre rouge et le blanc ou l'argent. Chacune des couleurs fait référence à un royaume de l'histoire de la création de la mythologie maorie : le noir symbolise Te Korekore (l'être potentiel), le rouge Te Whai Ao (la naissance) et le blanc Te Ao Mārama (le royaume de l'être et de la lumière). Le dessin se compose aussi d'un koru (mot maori désignant la fronde des fougères Cyathea dealbata, symbole du pays), un dessin courant dans les tatouages et les sculptures maoris. Il symbolise le renouveau et l'espoir pour l'avenir. La partie blanche du drapeau fait également référence au nom maori de la Nouvelle-Zélande, Aotearoa, ou « Pays du long nuage blanc ».

## Histoire

### Création
En 1989, le gouvernement néo-zélandais se prépare à célébrer le 150e anniversaire de la signature du traité de Waitangi, un document formalisant l'accord entre le gouvernement colonial britannique et le peuple indigène maori, souvent considéré comme l'acte de naissance de la nation néo-zélandaise. En réponse à cette célébration, plusieurs organisations indépendantistes maories, dont Te Kawariki, souhaitent sensibiliser la population afin qu'elle prenne conscience de la façon dont le traité sera par la suite violé dans l'histoire. Les membres de Te Kawariki, inspirés par le drapeau aborigène en Australie, souhaitent en créer un sur le même modèle en Nouvelle-Zélande. Le collectif décide d'organiser un concours ouvert au public pour choisir un motif. Cependant, ils estiment qu'aucune des candidatures au concours ne correspond à ce qu'ils recherchent. L'artiste Hiraina Marsden crée son dessin, qui est ensuite cousu par Jan Smith, Linda Munn et d'autres  membres de Te Kawariki. Les artistes consultent les membres locaux de la communauté maorie locaux lors d'un hui, une assemblée maorie, et Jan Smith et d'autres membres de Te Kawariki cousent le premier drapeau maori. Le drapeau est révélé pour la première fois au public peu avant le 6 février, date du Waitangi Day. Il gagne rapidement en popularité parmi les Maoris.

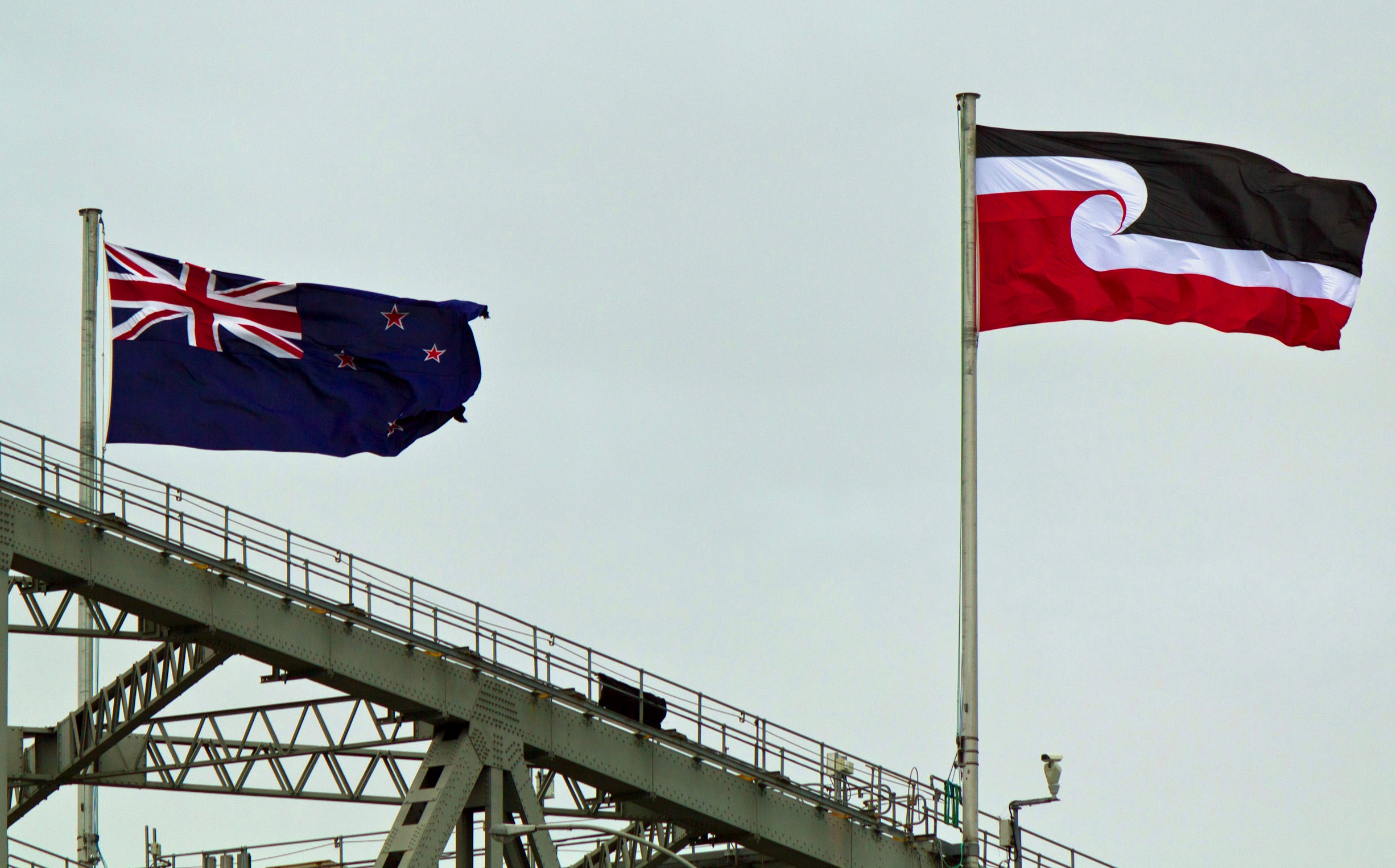
Le drapeau Tino rangatiratanga et le drapeau néo-zélandais flottant sur le Auckland Harbour Bridge

### Utilisation et reconnaissance
Un groupe de défense de la culture maorie, Te Ata Tino Toa, demande que le drapeau national maori flotte sur le Auckland Harbour Bridge à chaque Waitangi Day. Initialement, Transit New Zealand, l'agence gouvernementale responsable du pont, refuse cette demande au motif que le drapeau ne représente pas un pays reconnu par les Nations unies. Après une campagne qui voit l'usage du lobbying vis-à-vis de Transit New Zealand et du Parlement[source secondaire nécessaire], de réclamations devant la Commission des droits de l'homme mais aussi l'organisation d'un concours annuel intitulé « Fly the Flag », le gouvernement accepte de faire flotter un drapeau maori à condition qu'un consensus sur le drapeau choisi soit obtenu. Une campagne de publicité menée par le parti māori et une série de hui donnent lieu à 1 200 candidatures et 80 % des participants au vote qui s'ensuit se prononcent en faveur du drapeau Tino rangatiratanga.
Le 14 décembre 2009, le Premier ministre John Key et le ministre des Affaires maories Pita Sharples annoncent que le drapeau flottera pour Waitangi Day sur le Auckland Harbour Bridge ainsi que d'autres bâtiments officiels, comme la Premier House, la résidence officielle du Premier ministre. Key explique qu'il ne remplacera pas le drapeau néo-zélandais mais que le drapeau maori flottera à ses côtés, en reconnaissance du partenariat entre la Couronne et les Maoris qui se poursuit depuis le traité de Waitangi, déclarant : « Aucun changement n'est apporté au statut du drapeau néo-zélandais ». Cette décision suscite quelques critiques, l'organisation monarchiste Monarchy New Zealand décrivant cette décision comme « potentiellement source de grandes divisions », ce à quoi Key répond qu'elle symbolise l'unité et l'amélioration des relations entre les différentes ethnies du pays.
Lors des référendums sur le drapeau néo-zélandais de 2015 et 2016, les organisateurs sollicitent les concepteurs du drapeau Tino rangatiratanga pour le présenter comme choix potentiel pour devenir le drapeau national, mais ceux-ci refusent.

## Autres drapeaux maoris

### Drapeau national de la Nouvelle-Zélande

Drapeau de la Nouvelle-Zélande.

Le gouvernement néo-zélandais continue de reconnaître le drapeau de la Nouvelle-Zélande comme le symbole national de tous les citoyens, maoris comme non maoris. Selon le ministère de la Culture et du Patrimoine, le drapeau Tino rangatiratanga devrait être arboré de manière à « respecter le statut du drapeau néo-zélandais en tant que symbole du royaume, du gouvernement et du peuple néo-zélandais ». Lorsque les drapeaux flottent sur des mâts différents, le protocole stipule qu'ils doivent être à la même hauteur. Lorsqu'ils flottent sur le même mât, le drapeau national néo-zélandais doit flotter au-dessus. C'est l'un des trois autres drapeaux soumis au vote des Maoris en 2009, avec celui des tribus unies de Nouvelle-Zélande et le Red Ensign. Ensemble, les trois reçoivent moins d’un cinquième des votes du public.

### Drapeau des tribus unies de Nouvelle-Zélande

Drapeau des tribus unies de Nouvelle-Zélande.

Le drapeau des tribus unies de Nouvelle-Zélande (en maori de Nouvelle-Zélande : Te Kara) est un drapeau choisi par une confédération de dirigeants maoris le 20 mars 1834, parmi trois propositions imaginées par le missionnaire britannique Henry Williams. Au moment de son choix, la Nouvelle-Zélande n’est pas une colonie britannique et le drapeau est considéré comme celui de la Nouvelle-Zélande. Ce n'est que plus tard, lorsque le pays devient une colonie britannique et que l'Union Jack est choisi comme drapeau officiel, que ce drapeau se fait connaître sous le nom de « drapeau des tribus unies de Nouvelle-Zélande ». Bien qu'il reçoive peu de votes lors du hui de 2009 visant à choisir un drapeau, il bénéficie du soutien de quelques dirigeants maoris influents.

### Red Ensign

Pavillon rouge de Nouvelle-Zélande
Exemple d'un Red Ensign néo-zélandais agrémenté du nom d'un iwi.

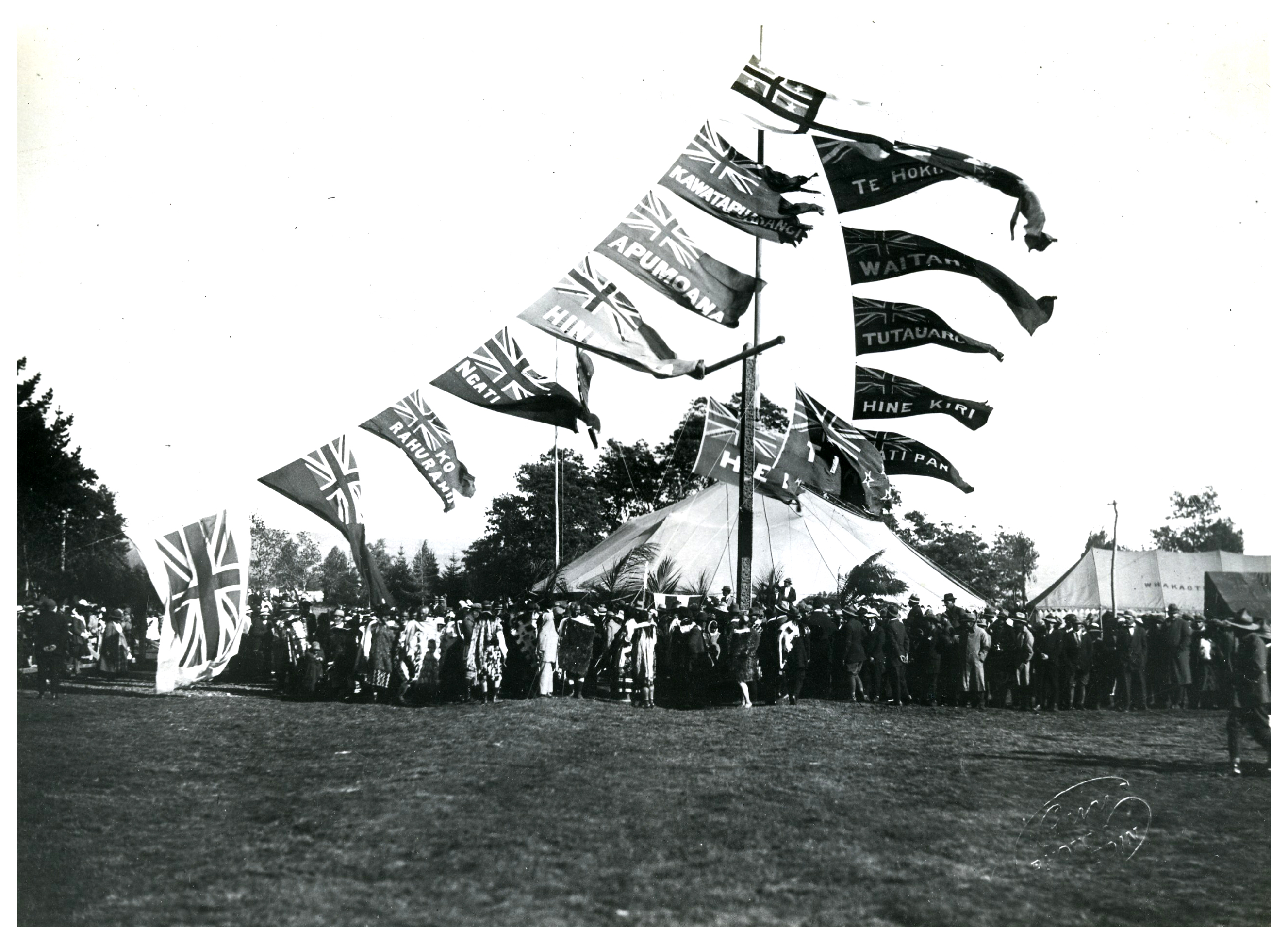
Plusieurs Red Ensigns sur lesquels figurent des noms d'iwi flottent au vent à Rotorua en 1920, à l'occasion de la tournée royale d'Édouard, prince de Galles et futur Édouard VIII.

Le Red Ensign est une variante du drapeau national néo-zélandais, qui est initialement créée pour être utilisée par les navires marchands. Historiquement, les Maoris affichent leur préférence pour cette variante, la faisant souvent flotter plutôt que le drapeau officiel dans des lieux et en des occasions particulières pour les Maoris, et l'agrémentant souvent de noms ou de symboles relatifs à leurs groupes sociaux. La loi de 1981 portant sur la protection des drapeaux, des emblèmes et des noms (Flags, Emblems, and Names Protection Act of 1981) accorde aux Maoris l'autorisation de perpétuer cette tradition,. C'est l'un des quatre drapeaux soumis au vote lors de l'élection publique de 2009.

### Drapeaukotahitanga

Drapeau le plus connu du mouvement kotahitanga.

Un drapeau kotahitanga est l'un des dessins de drapeau associés à Te Kotahitanga (en) (en anglais : oneness, « unité »), un mouvement pour l'autonomie gouvernementale maorie créé dans les années 1830. Les drapeaux du mouvement commencent à apparaître dans les années 1980 et sont déployés lors de manifestations, notamment pour Waitangi Day. Le drapeau le plus courant est conçu par Norman Te Whata et comporte un cercle, décentré pour améliorer l'esthétique lorsque le drapeau est hissé, accompagné d'un mere, arme traditionnelle maorie, traversé par un parchemin symbolisant le traité de Waitangi, sur lequel figure le mot « kotahitanga ».

### Drapeau de Bastion Point

Drapeau de Bastion Point.

Le drapeau de Bastion Point est un drapeau protestataire créé par des manifestants maoris pour protester contre l'occupation de Bastion Point (en), à Auckland, par la Couronne britannique, que les maoris nomment takaparawhā. Le drapeau est utilisé en 1977 lors de l'occupation du territoire, qui dure 506 jours. Il comporte un motif de mangopare (requin marteau), représentant la ténacité. Le blanc du dessin fait référence à la pureté de Ngāti Whātua Ōrākei, le hapu, ou sous-tribu, à l'origine du mouvement. Le drapeau est conçu par l'homme politique et militant maori Joe Hawke. Il a depuis été utilisé pour commémorer l'événement et représenter d'autres luttes maories pour l'indépendance et l'égalité.